# Општина Каталина (Ковасна)
Каталина (рум. Catalina) општина је у Румунији у округу Ковасна.
Oпштина се налази на надморској висини од 543 m.